# Tillandsia complanata
Tillandsia complanata là một loài thuộc chi Tillandsia. Đây là loài bản địa của Bolivia, Costa Rica, Venezuela và Ecuador.